# Wolbrom

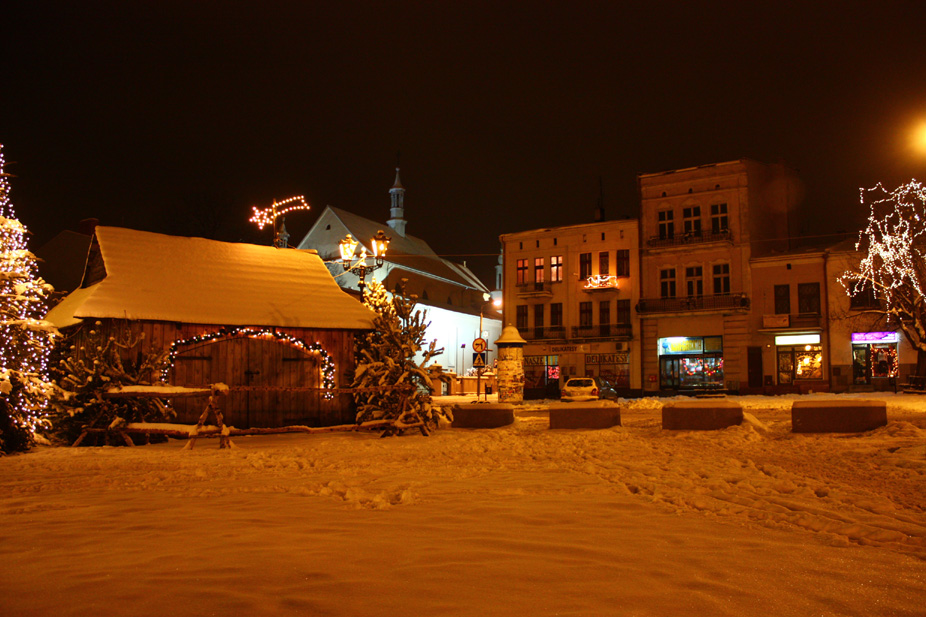

Wolbrom este un oraș în județul Olkusz, Voievodatul Polonia Mică, cu o populație de 8.942 locuitori (2011) în sudul Poloniei.
La sud de oraș se află muntele Kamienna, cu o cruce de oțel în partea de sus, și o vedere frumoasă asupra Wolbrom. Orașul se află la 375 - 380 de metri deasupra nivelului mării, precum și zona sa, în ianuarie 2011, a fost de 10,12 de kilometri pătrați. În 1885, Wolbrom a primit o stație de cale ferată, de-a lungul unui traseu nou construit de la Dęblin la Dąbrowa Górnicza. Orașul este, de asemenea, situat de-a lungul liniei cu ecartament larg pt. metalurgie.

## Istoric
Istoria orașului datează din anul 1311, când regele Władysław Łokietek a dat permisiunea pentru fondarea unei așezări numită Wolwrami, situat într-o pădure mare, la granița dintre Polonia Mică și Silezia. Fondatorii ar fi fost frați pe nume Wolframi și Hilary din Cracovia, iar satul a fost numit după unul dintre ei. Wolbrom a primit de drepturi Magdeburg de oraș în 1327, dar le-a pierdut în 1869, pe care le-a primit înapoi în 1930.
În Regatul Poloniei, Wolbrom a fost în Voievodatul  Cracovia, de-a lungul unui traseu comercial din Polonia Mică prin Silezia în Polonia Mare. În 1400, regele Władysław Jagiełło a emis un proiect de lege, care a ordonat ca toți comercianții, care călătoresc de la Cracovia spre Polonia Mare să meargă prin Wolbrom. Orașul a avut o biserică parohială, cu o școală și un spital pentru săraci. În fiecare joi s-a ținut un târg, al cărui tradiții se păstrează până acum. În 1485 cele mai multe dintre clădirile din lemn au ars într-un incendiu, după care regele Kazimierz Jagiellończyk a acordat localității Wolbrom privilegii suplimentare. Wolbrom a prosperat, ca întreg Polonia Mică, până la mijlocul anilor 1600. Orașul a fost aproape complet distrus de către invazia suedeză, de asemenea, traseul comerciant antic a devenit inutil și nu a mai fost folosit. În anul 1660, orașul a avut doar 85 de clădiri, cu 500 de locuitori.
După partițiile Poloniei, Wolbrom a aparținut Rusiei Congresul a controlat Polonia (din 1815). Ca o pedeapsă pentru rebeliunea din ianuarie, rușii au deposedat orașul de drepturi Wolbrom a rămas sat în perioada 1869-1930. La începutul Primului Război Mondial a fost capturat de austrieci, care, împreună cu germanii, au condus Wolbrom până în noiembrie 1918. În al doilea rând Republica Polonă, Wolbrom a aparținut Voievodatului Kielce și chiar dacă a rămas în mod oficial un sat până în 1930, a fost mai mare decât Miechów sau Olkusz. În timpul celui de-al Doilea Război Mondial, aproape toți locuitorii evrei ai orașului au fost uciși de germani în Holocaust. Autoritățile germane au deschis un ghetou aici, în toamna anului 1941, cu 8.000 de oameni aglomerați. În septembrie 1942 germanii și ucrainenii uciși 600, evrei mai ales persoane în vârstă, iar cei rămași au fost transportați cu trenul în lagărul morții de la Belzec.
Ca și în alte orașe medievale din Europa, centrul Wolbromului are o piață, cu mai multe case din secolul al XIX-lea și o biserică parohială de la începutul secolului al XVII-lea.

## Orașe înfrățite cu Wolbrom
- Germania - Waltershausen
- Ungaria - Domaszék